# Katrine Fruelund
Katrine Fruelund (Randers, 12 de julho de 1978) é uma ex-handebolista profissional dinamarquesa, bicampeã olímpica.
Katrine Fruelund fez parte dos elencos medalha de ouro, de Sydney 2000 e Atenas 2004.